# Eduard Rainer
Eduard „Edi“ Rainer (* 1909 in Maxglan; † 21. Juli 1936 in der Eiger-Nordwand) war ein österreichisch-deutscher Bergsteiger. Er starb bei dem Besteigungsversuch der Eiger-Nordwand 1936.

## Leben
Eduard Rainer war der Sohn des im Salzburger Stadtteil Maxglan lebenden Bundesbahn-Oberschaffners Hans Rainer. Er war als Handelsangestellter bzw. Kontorist in Salzburg tätig. Rainer galt als erfahrener Alpinist und Skiläufer. Er war Mitglied der alpinen Rettungsstelle von Salzburg, mit der er mehrfach an Bergungsaktionen teilnahm.
Rainer vertrat nationalsozialistische Ansichten und trat der seit 1933 in Österreich verbotenen SA bei. Aufgrund seiner politischen Aktivitäten kam er mit dem Gesetz in Konflikt. So wurde er im Oktober 1933 wegen Betätigung für die zu dieser Zeit ebenfalls verbotene NSDAP zu 14 Tagen Arrest verurteilt. Er konnte jedoch während eines Aufenthalts im St.-Johanns-Spital in Salzburg aus der Haft fliehen.
Seit dem Frühjahr 1934 lebte Rainer in Deutschland. Er erhielt die deutsche Staatsbürgerschaft und wurde in die Österreichische Legion aufgenommen. Später trat er eine Stelle als Kontorist an. Zuletzt wohnte er in Hessen, von wo aus er 1936 zusammen mit seinem Freund Willi Angerer, ebenfalls ein Österreicher und Mitglied der SA, die Reise in die Schweiz zur Besteigung der Eiger-Nordwand antrat.

## Tod in der Eiger-Nordwand
Eduard Rainer versuchte zusammen mit seinem Freund Willi Angerer am 18. Juli 1936, die Eiger-Nordwand als Erste zu besteigen. Fast zeitgleich starteten die deutschen Bergsteiger Toni Kurz und Andreas Hinterstoißer auf gleicher Route und ein Wettsteig begann.
Die deutsche Seilschaft erreichte zuerst eine schwierige Passage, die Hinterstoißer am Seil pendelnd, schwingend und die Steilwand entlanglaufend meisterte. Diese Passage wird noch heute der Hinterstoißer-Quergang genannt. Als Toni Kurz die Passage, das Seil nutzend auch überwunden hatte, erreichten auch die Österreicher den Einstieg.
Die Deutschen überließen ihnen ihr Seil zur Querung und die Bergsteiger bildeten nachfolgend eine Viererseilschaft. Sie erreichten noch vor Einbruch der Dunkelheit das sogenannte Todesbiwak, in dem im Jahr zuvor ein anderes deutsches Bergsteigerduo zum letzten Mal von der Kleinen Scheidegg aus gesehen worden war. Die beiden wurden immer noch vermisst.
Am nächsten Morgen fiel schlechtes Wetter in die Wand ein und die Wand vereiste. Dennoch wagte die Seilschaft den weiteren Aufstieg. Ein Steinschlag verletzte Angerer am Kopf, daraufhin brachen sie den Versuch ab und versuchten über die Aufstiegsroute umzukehren. Der Quergang war aber so vereist, dass keinem der Bergsteiger die Querung gelang. So seilten sie sich über die Steilwand, durch den verletzten Angerer zusätzlich belastet, ab.
Eine Eis-Stein Lawine traf die Seilschaft beim Abseilen, Rainer wurde zum Sicherungshaken hochgeschleudert und eine Felsspitze zertrümmerte seinen Brustkorb tödlich. Auch Angerer und Hinterstoißer überlebten das Unglück nicht, nur Toni Kurz überlebte hilflos in der Wand hängend.
Toni Kurz starb am  nächsten Morgen tragisch an Entkräftung, nur wenige Meter über den Rettungsmannschaften hängend, die ihm, dabei eigene Lebensgefahr in Kauf nehmend, die Seile zum Abseilen gebracht hatten. Ein Knoten verhedderte sich im Karabinerhaken und verhinderte das weitere Abseilen des Verunglückten.

## Nach dem Unglück
Die Bergung der Verunglückten nahm aufgrund der schwierigen Umstände vor Ort einige Zeit im Anspruch. Im August 1936 wurde Eduard Rainers Leichnam nach Salzburg überführt. Nach der Auflösung seines Grabes 2006 kam der Grabstein in das Depot der Sektion Salzburg des Österreichischen Alpenvereins.
Der Besteigungsversuch der Eiger-Nordwand 1936 fand ein großes Medienecho und wurde von Literatur und Film aufgegriffen. In der Verfilmung Nordwand (2008) von Philipp Stölzl wurde Eduard Rainer von Georg Friedrich dargestellt.